# Aerodium
Aerodium es una empresa que diseña y produce túneles de viento verticales, con sede en Riga la capital de Letonia. Su negocio principal está relacionado con la fabricación, venta y el alquiler de túneles de viento, para las industrias del entretenimiento y militares; pero también opera bajo un modelo de franquicia. Otra división de la empresa, está enfocada con la organización de espectáculos artísticos, eventos de para la promoción de la marca, festivales y todo tipo de celebraciones en todo el mundo.

## Historia
En 1979, el inventor canadiense Jean Saint-Germain tuvo la idea del primer túnel de viento vertical para el vuelo. Después de acumular inversiones de $450,000, abrió el primer túnel de viento comercial en Saint-Simon-de-Bagot, 50 millas al este de Montreal. Saint-Germain, que fue un antiguo paracaidista en el ejército, era propietario de dos escuelas de paracaidistas cuando llegó a la idea de que un Aerodium ayudaría a sus estudiantes a practicar la caída libre de manera más eficiente. En 1982, Jean Saint-Germain vendió el concepto de túnel de viento vertical a Les Thompson y Marvin Kratter, quienes construyeron sus propios túneles de viento en Pigeon Forge, Tennessee y Las Vegas, Nevada, respectivamente. Poco después, Saint-Germain vendió los derechos de franquicia a Kratter por $1.5 millones. Originalmente conocido como el "Aérodium", fue patentado como el "Levitationarium" por Jean Saint-Germain en los EE. UU. En 1984 y 1994 bajo la Patente No. 4.457.509 y 5.318.481, respectivamente.
En 2003, después de conocer a François Saint-Germain (hijo de Jean Saint-Germain), el empresario letón Ivars Beitāns decidió elaborar el concepto del túnel de viento Aerodium. En el verano de 2005, se abrió el primer túnel de viento en Europa Oriental en Sigulda, Letonia. Paso a paso, mejorando y actualizando las soluciones técnicas, la empresa comenzó a fabricar túneles de viento comerciales en Letonia con el nombre de Aerodium Technologies.

## Espectáculos, actuaciones e hitos
Con un enfoque dedicado en los túneles de viento al aire libre, Aerodium se ha convertido a lo largo de los años en la empresa líder en participar en diferentes espectáculos y presentaciones de bodyflying en todo el mundo.
Un hito en la historia del túnel de viento vertical fue la "Máquina del viento" en la ceremonia de clausura de los Juegos Olímpicos de Invierno de Torino 2006, que fue una unidad hecha a medida por Aerodium. La mayoría de los espectadores en el mundo nunca antes habían visto un túnel de viento vertical y estaban fascinados por ver a los humanos voladores sin ningún sistema de cables que los sostenga. El espectáculo incluyó un snowboarder volador (realizado por el propio Ivars Beitāns) y otros efectos visuales nunca antes vistos.
En 2009, durante la presentación del logotipo de los Juegos Olímpicos de Invierno de Sochi 2014, se mostró una presentación del túnel de viento vertical en la Plaza Roja de Moscú.
En 2010, se exhibió un túnel de viento vertical en el pabellón letón de la Expo 2010 en Shanghái, China. Aerodium fue el contratista general del pabellón y presentó espectáculos a los visitantes cada 30 minutos durante 6 meses. Reunió grandes multitudes e incluso permitió que algunos VIP entrenaran y volaran en el túnel. El túnel fue el primer túnel de viento de recirculación completamente transparente del mundo, que permite a los espectadores ver las actuaciones desde todos los lados.
En 2013, se introdujo una nueva aplicación de túnel de viento cuando Aerodium construyó el primer túnel del mundo adecuado para saltos BASE en interiores en el "Sirius Sport Resort" en Finlandia. En comparación con otros modelos, los paracaidistas ahora pueden entrar en el túnel de viento desde el suelo o saltar desde una altura de 15 metros, simulando saltar desde un edificio.
En 2016, Aerodium presentó un proyecto llamado "Flying Dream", que es un anfiteatro único de túnel de viento. Se encuentra en Dengfeng, cerca de Monte Song y el famoso Monasterio de Shaolin en China. El túnel de viento es parte de un espectáculo de kung fu de "vuelo y monjes".
El mismo año, Shanghai Disneyland Park, el primero en China continental, abrió en Pudong. Aerodium fue invitado a diseñar un túnel de viento sin pared permanente único para el espectáculo de acción en vivo Piratas del Caribe: Eye of the Storm: Stunt Spectacular de Captain Jack. A partir de 2019, es el único túnel de viento de recirculación sin paredes en el mundo.

## Proyectos de películas
Los túneles de viento al aire libre de Aerodium también han ganado interés en la industria del cine. Durante la Expo 2010, Jackie Chan intentó volar en un túnel vertical del pabellón de Letonia. Dos años más tarde, en 2012, pasó 3 semanas entrenando y filmando en Letonia para una escena de lucha aérea para la película "Zodiaco Chino".
En 2017, Aerodium construyó el túnel de viento vertical más grande del mundo que mide 3,5m x 6,5m, que es cuatro veces el tamaño de un túnel de viento típico. Se le dio el nombre de Peryton y Tom Cruise lo usó mientras entrenaba para la sexta entrega de la serie de películas Misión imposible titulada "Fallout". Para filmar una de las primeras escenas de la película, Tom Cruise tuvo que realizar más de 100 saltos HALO. Según Neil Corbould, el supervisor de efectos especiales, "fue bastante, pero ya sabes, si no hubiera tenido tiempo en el túnel de viento, habría sido 250".